# Liste der Lieder von Gracie Abrams
Die nachfolgende Liste beinhaltet alle von der US-amerikanischen Sängerin Gracie Abrams aufgenommenen und veröffentlichten Lieder mit deren Autoren, Alben und Erscheinungsjahren.

## #
| Titel | Autoren                                  | Album         | Jahr |
| ----- | ---------------------------------------- | ------------- | ---- |
| 21    | Gracie Abrams, Joel Little, Sarah Aarons | Minor         | 2020 |
| 405   | Gracie Abrams, Aaron Dessner             | Good Riddance | 2023 |

## A
| Titel   | Autoren                                                          | Album                      | Jahr |
| ------- | ---------------------------------------------------------------- | -------------------------- | ---- |
| Alright | Gracie Abrams, Blake Slatkin, Jeremih, Mick Schultz, Keith James | This Is What It Feels Like | 2021 |
| Amelie  | Gracie Abrams, Aaron Dessner                                     | Good Riddance              | 2023 |
| Augusta | Gracie Abrams, Aaron Dessner                                     | This Is What It Feels Like | 2021 |

## B
| Titel         | Autoren                                        | Album                      | Jahr |
| ------------- | ---------------------------------------------- | -------------------------- | ---- |
| Best          | Gracie Abrams, Aaron Dessner                   | Good Riddance              | 2023 |
| Better        | Gracie Abrams, Joel Little, Sarah Aarons       | This Is What It Feels Like | 2021 |
| Block Me Out  | Gracie Abrams, Aaron Dessner                   | Good Riddance              | 2023 |
| Blowing Smoke | Gracie Abrams, Aaron Dessner, Audrey Hobert    | The Secret of Us           | 2024 |
| Brush Fire    | Gracie Abrams, Blake Slatkin, Tobias Jesso Jr. | —                          | 2020 |

## C
| Titel        | Autoren                      | Album                      | Jahr |
| ------------ | ---------------------------- | -------------------------- | ---- |
| Camden       | Gracie Abrams, Aaron Dessner | This Is What It Feels Like | 2021 |
| Cedar        | Gracie Abrams, Aaron Dessner | The Buccaneers: Season 1   | 2023 |
| Close to You | Gracie Abrams, Sam de Jong   | The Secret of Us           | 2024 |
| Cool         | Gracie Abrams, Aaron Dessner | The Secret of Us           | 2024 |

## D
| Titel     | Autoren                      | Album         | Jahr |
| --------- | ---------------------------- | ------------- | ---- |
| Difficult | Gracie Abrams, Aaron Dessner | Good Riddance | 2022 |

## E
| Titel                                   | Autoren                | Album                  | Jahr |
| --------------------------------------- | ---------------------- | ---------------------- | ---- |
| Everywhere, Everything (mit Noah Kahan) | Noah Kahan, Gabe Simon | Stick Season (Forever) | 2023 |

## F
| Titel               | Autoren                                   | Album                      | Jahr |
| ------------------- | ----------------------------------------- | -------------------------- | ---- |
| Fault Line          | Gracie Abrams, Aaron Dessner              | Good Riddance              | 2023 |
| Feels Like          | Gracie Abrams, Blake Slatkin, Omer Fedi   | This Is What It Feels Like | 2021 |
| Felt Good About You | Gracie Abrams, Aaron Dessner              | The Secret of Us           | 2024 |
| For Real This Time  | Gracie Abrams, Joel Little, Sarah Aarons  | This Is What It Feels Like | 2021 |
| Free Now            | Gracie Abrams, Aaron Dessner              | The Secret of Us           | 2024 |
| Friend              | Gracie Abrams, Blake Slatkin, Jim-E Stack | Minor                      | 2020 |
| Full Machine        | Gracie Abrams, Aaron Dessner              | Good Riddance              | 2023 |

## G
| Titel                 | Autoren                      | Album            | Jahr |
| --------------------- | ---------------------------- | ---------------- | ---- |
| Gave You I Gave You I | Gracie Abrams, Aaron Dessner | The Secret of Us | 2024 |
| Good Luck Charlie     | Gracie Abrams, Aaron Dessner | The Secret of Us | 2024 |

## H
| Titel         | Autoren                      | Album                      | Jahr |
| ------------- | ---------------------------- | -------------------------- | ---- |
| Hard to Sleep | Gracie Abrams, Aaron Dessner | This Is What It Feels Like | 2021 |

## I
| Titel                 | Autoren                                     | Album            | Jahr |
| --------------------- | ------------------------------------------- | ---------------- | ---- |
| I Knew It, I Know You | Gracie Abrams, Audrey Hobert                | The Secret of Us | 2024 |
| I Know It Won't Work  | Gracie Abrams, Aaron Dessner                | Good Riddance    | 2023 |
| I Love You, I'm Sorry | Gracie Abrams, Aaron Dessner, Audrey Hobert | The Secret of Us | 2024 |
| I Miss You, I'm Sorry | Gracie Abrams, Sarah Aarons                 | Minor            | 2020 |
| I Should Hate You     | Gracie Abrams, Aaron Dessner                | Good Riddance    | 2023 |
| I Told You Things     | Gracie Abrams, Aaron Dessner                | The Secret of Us | 2024 |

## L
| Titel         | Autoren                                     | Album            | Jahr |
| ------------- | ------------------------------------------- | ---------------- | ---- |
| Long Sleeves  | Gracie Abrams, Blake Slatkin                | Minor            | 2020 |
| Let It Happen | Gracie Abrams, Aaron Dessner, Audrey Hobert | The Secret of Us | 2024 |

## M
| Titel      | Autoren                                    | Album | Jahr |
| ---------- | ------------------------------------------ | ----- | ---- |
| Mean It    | Gracie Abrams, Blake Slatkin               | —     | 2019 |
| Mess It Up | Gracie Abrams, Blake Slatkin               | —     | 2021 |
| Minor      | Gracie Abrams, Blake Slatkin, Benny Blanco | Minor | 2020 |

## N
| Titel        | Autoren                                     | Album            | Jahr |
| ------------ | ------------------------------------------- | ---------------- | ---- |
| Normal Thing | Gracie Abrams, Aaron Dessner, Audrey Hobert | The Secret of Us | 2024 |

## O
| Titel | Autoren       | Album                      | Jahr |
| ----- | ------------- | -------------------------- | ---- |
| Older | Gracie Abrams | This Is What It Feels Like | 2021 |

## P
| Titel                                | Autoren                                  | Album                      | Jahr |
| ------------------------------------ | ---------------------------------------- | -------------------------- | ---- |
| Packing It Up                        | Gracie Abrams, Aaron Dessner             | The Secret of Us           | 2024 |
| Pad Thai (Tjani feat. Gracie Abrams) | Adam Pallin, Naomi Abergel, Tjani Warren | —                          | 2017 |
| Painkillers                          | Gracie Abrams                            | This Is What It Feels Like | 2021 |

## R
| Titel     | Autoren                                 | Album                      | Jahr |
| --------- | --------------------------------------- | -------------------------- | ---- |
| Right Now | Gracie Abrams, Aaron Dessner, Brian Eno | Good Riddance              | 2023 |
| Risk      | Gracie Abrams, Audrey Hobert            | The Secret of Us           | 2024 |
| Rockland  | Gracie Abrams, Aaron Dessner            | This Is What It Feels Like | 2021 |

## S
| Titel | Autoren                    | Album | Jahr |
| ----- | -------------------------- | ----- | ---- |
| Stay  | Gracie Abrams, Sam de Jong | —     | 2019 |

## T
| Titel                          | Autoren                                               | Album                      | Jahr |
| ------------------------------ | ----------------------------------------------------- | -------------------------- | ---- |
| Tehe                           | Gracie Abrams, Blake Slatkin, Jim-E Stack, Eli Teplin | Minor                      | 2020 |
| That's So True                 | Gracie Abrams, Audrey Hobert                          | The Secret of Us           | 2024 |
| The Blue                       | Gracie Abrams, Aaron Dessner                          | Good Riddance              | 2023 |
| The Bottom                     | Gracie Abrams, Blake Slatkin, Omer Fedi, Billy Walsh  | This Is What It Feels Like | 2021 |
| This Is What the Drugs Are For | Gracie Abrams, Aaron Dessner                          | Good Riddance              | 2023 |
| Tough Love                     | Gracie Abrams, Aaron Dessner                          | The Secret of Us           | 2024 |
| Two People                     | Gracie Abrams, Aaron Dessner, Delacey                 | Good Riddance              | 2023 |

## U
| Titel                      | Autoren | Album                  | Jahr |
| -------------------------- | --- | ---------------------- | ---- |
| Under / Over               | Gracie Abrams, Jack Karaszewski, Henry Kwapis, Carol Ades, Blake Slatkin                                                             | Minor                  | 2020 |
| Unlearn (mit Benny Blanco) | Gracie Abrams, Benjamin Levin, Blake Slatkin, Henry Kwapis, Jack Karaszewski, Julia Michaels, Magnus August Høiberg, Michael Pollack | Friends Keep Secrets 2 | 2021 |
| Unsteady                   | Gracie Abrams, Aaron Dessner | Good Riddance          | 2023 |
| Us (feat. Taylor Swift)    | Gracie Abrams, Taylor Swift, Aaron Dessner                                                                                           | The Secret of Us       | 2024 |

## W
| Titel               | Autoren                                  | Album                      | Jahr |
| ------------------- | ---------------------------------------- | -------------------------- | ---- |
| Where Do We Go Now? | Gracie Abrams, Aaron Dessner             | Good Riddance              | 2023 |
| Will You Cry?       | Gracie Abrams, Aaron Dessner             | Good Riddance              | 2023 |
| Wishful Thinking    | Gracie Abrams, Joel Little, Sarah Aarons | This Is What It Feels Like | 2021 |